# Лобово (Костромская область)
Лобово — упразднённая деревня в Октябрьском районе Костромской области России. Исключена из учётных данных в 1990 году.

## География
Урочище находится в северо-восточной части Костромской области, в пределах южного склона холмистой возвышенности Северные Увалы, в подзоне южной тайги, к востоку от автодороги 34Н-13, на расстоянии приблизительно 12 километров (по прямой) к югу от села Боговарова, административного центра района.

### Климат
Климат характеризуется как умеренно континентальный, с продолжительной холодной зимой и относительно жарким летом. Среднегодовая температура воздуха — 1,8 °C. Средняя температура воздуха самого холодного месяца (января) — −11,8 °C (абсолютный минимум — −39 °C); самого тёплого месяца (июля) — 17,4 °C (абсолютный максимум — 36 °С). Годовое количество атмосферных осадков — 624 мм, из которых 462 мм выпадает в период с апреля по октябрь. Снежный покров устанавливается в середине ноября и держится в течение 167—175 дней.

## История
В «Списке населенных мест Вологодской губернии по сведениям 1859 года» населённый пункт упомянут как казённая деревня Лобово Выселок Никольского уезда (1-го стана), при колодцах, расположенная в 164 верстах от уездного города Никольска. В деревне имелось 4 двора и проживало 42 человека (16 мужчин и 26 женщин). В 1881 году входила в состав Вознесенской волости.